# Frontiniella apache
Frontiniella apache is een vliegensoort uit de familie van de sluipvliegen (Tachinidae). De wetenschappelijke naam van de soort is voor het eerst geldig gepubliceerd in 1993 door O'Hara.